# Targiz
Targiz (ros. Таргиз) – osiedle w Rosji, w obwodzie irkuckim, w rejonie czuńskim. W 2010 liczyło 470 mieszkańców.